# Microcharon oltenicus
Microcharon oltenicus là một loài chân đều trong họ Microparasellidae. Loài này được Serban miêu tả khoa học năm 1964.